# Antimonit
Antimonit (Haidinger, 1845), chemický vzorec Sb2S3, je kosočtverečný minerál. Další možný název je stibnit, starší české pojmenování je leštěnec antimonový. Název pochází z řeckého slova anthémon – květina, podle tvaru krystalových drúz.

## Vznik
Antimonit vzniká na nízkoteplotních až středněteplotních hydrotermálních ložiskách často společně s dalšími minerály jako galenit, baryt, pyrit, sfalerit, kalcit, či zlato. Výjimkou ale nejsou ani metasomatická ložiska uložená ve vápencích a žulách.

## Morfologie
Tvoří nejčastěji stébelnaté až paprsčité agregáty, které jsou často vertikálně rýhované. Jen v minimálním počtu případů se vyskytuje celistvý či zrnitý. Největší (až 60 cm dlouhé a 5 cm široké) a nejkrásnější krystaly byly nalezeny v Japonsku.

## Vlastnosti

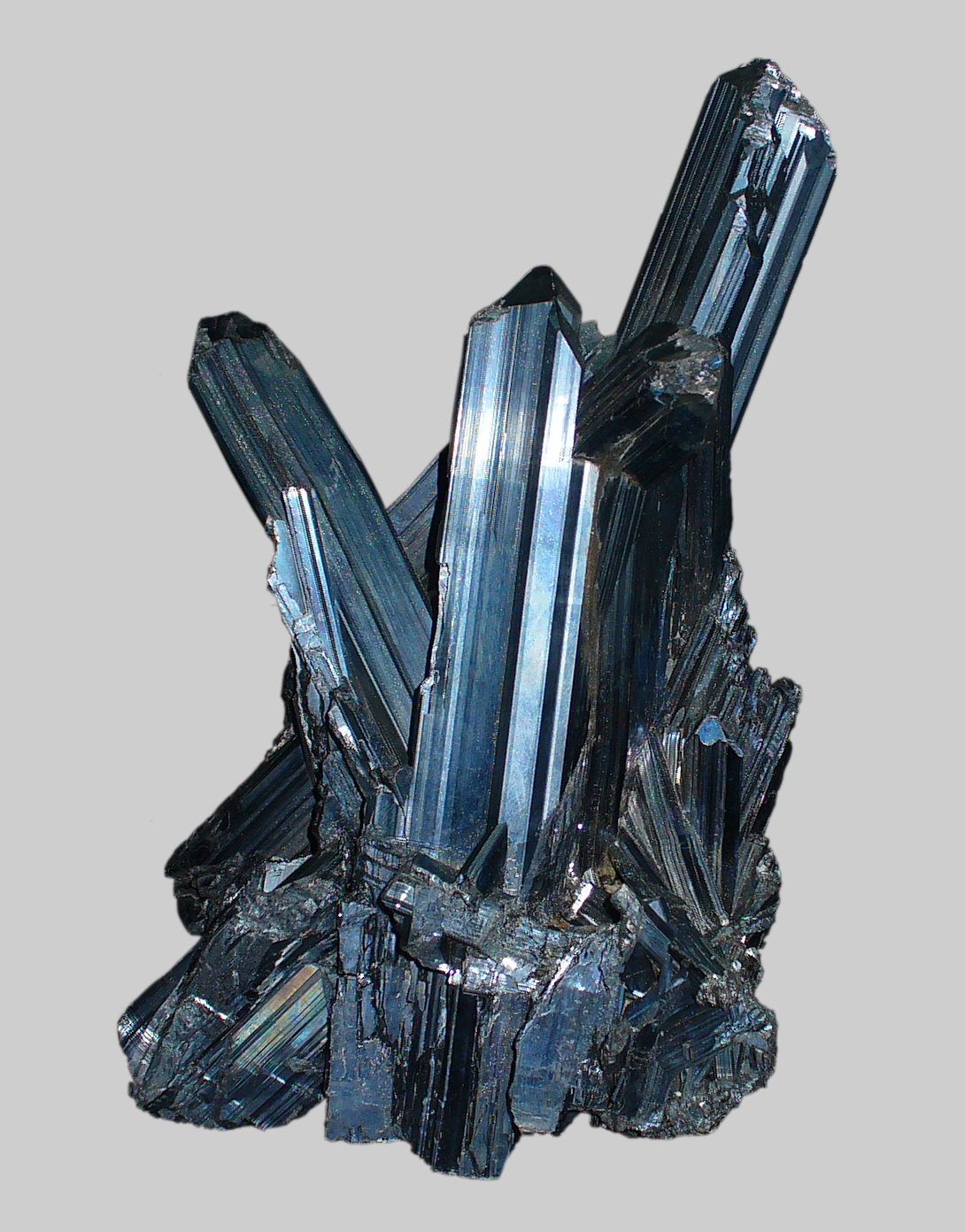
Krystal antimonitu, ze sbírek Státního přírodovědného muzea v Karlsruhe

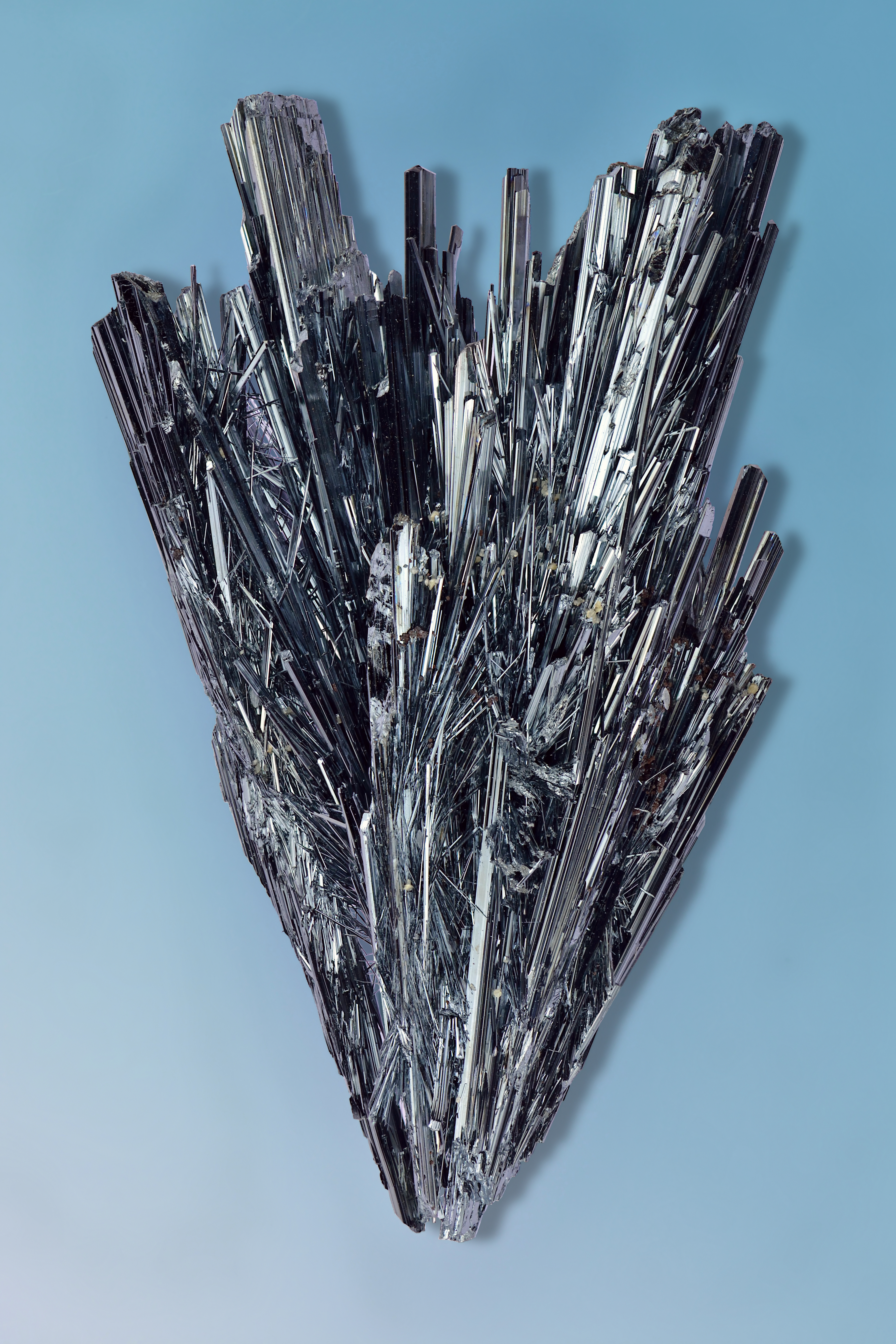
Antimonit

- Fyzikální vlastnosti: Ohebný, lze rýpat měděným hřebíkem (má tvrdost 2), hustota 4,5 – 4,7 g/cm³, dokonale štěpný podle plochy (010), lom lasturnatý. Taje při 548 °C.
- Chemické vlastnosti: Rozpustný v HNO3 a v horké HCl, v KOH černá.
- Optické vlastnosti: Barva: olověná, ocelově šedá, agregáty až černé, s odstínem do modrozelená. Na povrchu často tmavě modré zbarvení. Vryp olovnatě šedý. Průhlednost: opaktní, kovově lesklý (zvláště na štěpných plochách).

## Podobné minerály
berthierit, bismutin, pyroluzit, manganit, galenit

## Parageneze
realgar, auripigment, cinabarit, galenit, pyrit, markazit, arsenopyrit, cervantit, kalcit, ankerit, baryt

## Získávání
Antimonit se těží v dolech, či lomech jako důležitá ruda. Největším světovým producentem antimonitu je v dnešním světě Čína.

## Využití
Nejdůležitější ruda pro získávání antimonu, ale často se těží i pro svůj vysoký podíl zlata. Prvek je pak využíván k výrobě mnohých slitin, pro legování ocelí, které jsou odolné proti korozi, impregnaci látek, na výrobu keramiky, či v barvířství. Je součástí elektrolytu v autobateriích, na výrobu polovodičů., v medicíně, pyrotechnice atd. Ve starověku byl po rozemletí na jemný prášek používán jako líčidlo na oči. Sulfid antimonitý se také přidává na hlavičky zápalek jako oxidační činidlo pro rychlejší a bezpečnější reakci na hlavičce. Dopomáhá při tření k alotropické difuzi červeného a bílého fosforu, díky svým oxidačním vlastnostem udržuje chemickou rovnováhu po celou dobu reakce (redukuje bazicity a oxiduje acidity).

## Naleziště
Ve světě se častěji objevují jen omezená ložiska antimonitu, jeho velikostně významná ložiska jsou velmi řídká a vzácná.
- Hynčice
- Jeseníky – zlatonosná ložiska
- Příbramsko – zlatonosná ložiska
- Japonsko – hydrotermální naleziště – Išinokawa na ostrově Šikoku – v 18. a 19. století objeveny nejkrásnější krystaly
- Jižní Amerika – hydrotermální naleziště
- Čína – hydrotermální naleziště – největší producent.